# Synchrotron à gradient alterné
 (avril 2024).
La mise en forme du texte ne suit pas les recommandations de Wikipédia : il faut le « wikifier ».
Les points d'amélioration suivants sont les cas les plus fréquents. Le détail des points à revoir est peut-être précisé sur la page de discussion.
- Les titres sont pré-formatés par le logiciel. Ils ne sont ni en capitales, ni en gras.
- Le texte ne doit pas être écrit en capitales (les noms de famille non plus), ni en gras, ni en italique, ni en « petit »…
- Le gras n'est utilisé que pour surligner le titre de l'article dans l'introduction, une seule fois.
- L'italique est rarement utilisé : mots en langue étrangère, titres d'œuvres, noms de bateaux, etc.
- Les citations ne sont pas en italique mais en corps de texte normal. Elles sont entourées par des guillemets français : « et ».
- Les listes à puces sont à éviter, des paragraphes rédigés étant largement préférés. Les tableaux sont à réserver à la présentation de données structurées (résultats, etc.).
- Les appels de note de bas de page (petits chiffres en exposant, introduits par l'outil «  Source ») sont à placer entre la fin de phrase et le point final[comme ça].
- Les liens internes (vers d'autres articles de Wikipédia) sont à choisir avec parcimonie. Créez des liens vers des articles approfondissant le sujet. Les termes génériques sans rapport avec le sujet sont à éviter, ainsi que les répétitions de liens vers un même terme.
- Les liens externes sont à placer uniquement dans une section « Liens externes », à la fin de l'article. Ces liens sont à choisir avec parcimonie suivant les règles définies. Si un lien sert de source à l'article, son insertion dans le texte est à faire par les notes de bas de page.
- La présentation des références doit suivre les conventions bibliographiques. Il est recommandé d'utiliser les modèles {{Ouvrage}}, {{Chapitre}}, {{Article}}, {{Lien web}} et/ou {{Bibliographie}}. Le mode d'édition visuel peut mettre en forme automatiquement les références.
- Insérer une infobox (cadre d'informations à droite) n'est pas obligatoire pour parachever la mise en page.

Pour une aide détaillée, merci de consulter Aide:Wikification.
Si vous pensez que ces points ont été résolus, vous pouvez retirer ce bandeau et améliorer la mise en forme d'un autre article.

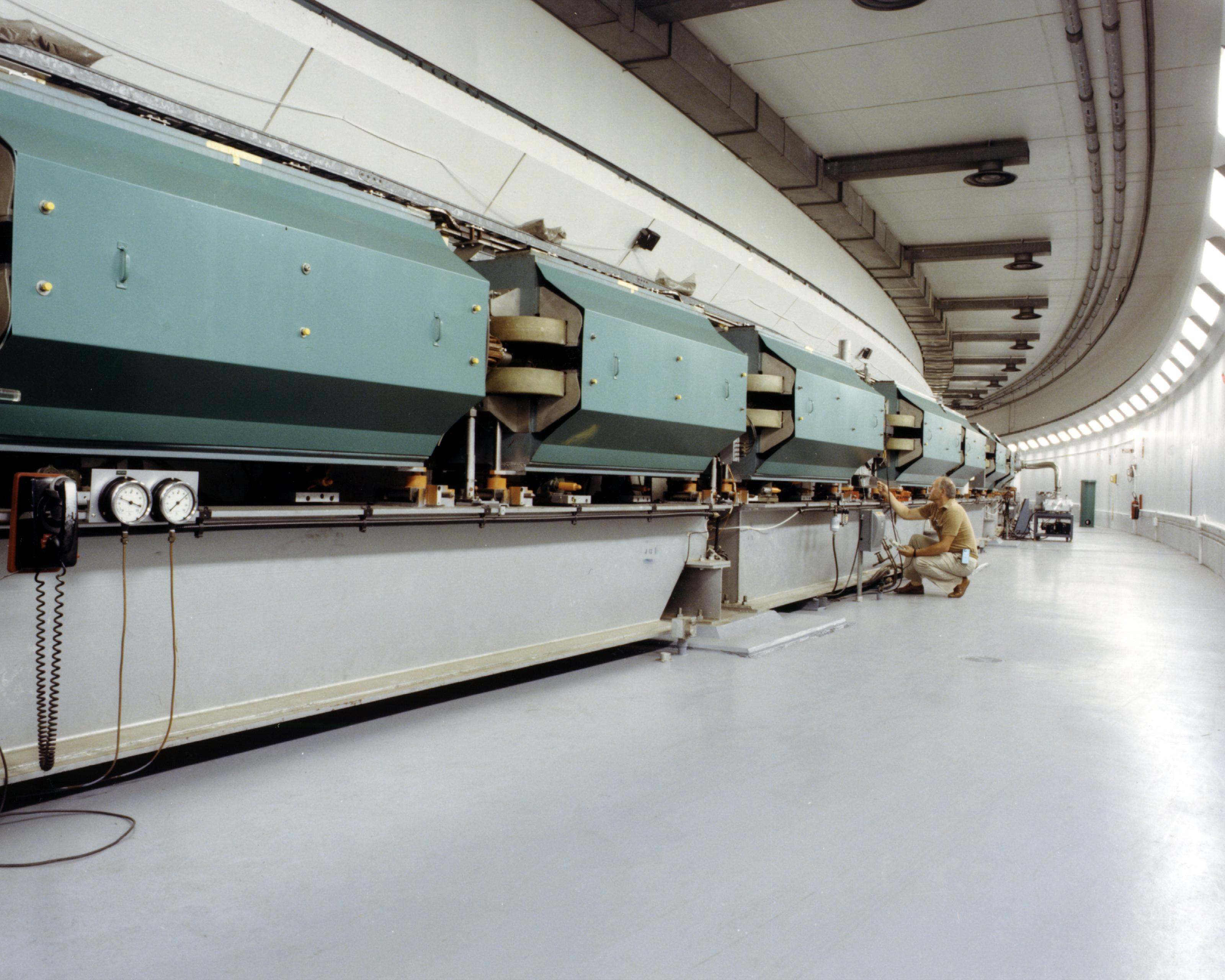
Un des 240 aimants de l'anneau AGS

Le Synchrotron à Gradient Alterné (AGS, Alternating Gradient Synchrotron) est un accélérateur de particules situé au laboratoire national de Brookhaven à Long Island, New York, États-Unis.

## Histoire
L'AGS a été construit sur le concept innovant du gradient alterné, ou principe de focalisation forte, développé par les physiciens de Brookhaven. Ce nouveau concept d'accélérateur a permis aux scientifiques d'accélérer des protons à des énergies auparavant irréalisables. Ainsi le 29 juillet 1960, l'AGS est devenu le premier accélérateur au monde a atteindre son énergie nominale de 33 milliards d'électrons-volts ({\displaystyle 33\times 10^{9}eV=33GeV}). Et jusqu'en 1968, l'AGS était l'accélérateur à l'énergie la plus élevée au monde, légèrement supérieure à son homologue de 28 GeV, le synchrotron à protons du CERN. Il a ainsi permis à certains des chercheurs de l'AGS d'obtenir trois prix Nobel.
Bien qu'au XXIe siècle, les accélérateurs peuvent atteindre des énergies de l'ordre du billion d'électrons-volts, et est encore utilisé aujourd'hui  comme injecteur pour le collisionneur d'ions lourds relativistes de Brookhaven ; il reste l'accélérateur de protons à haute énergie le plus intense au monde.
En 1991, la construction de l'AGS Booster augmente encore les capacités de l'AGS, lui permettant d'accélérer des faisceaux de protons plus intenses et des ions lourds tels que l'or.
Par ailleurs, le LINAC (ACcélérateur LINéaire de particules) de Brookhaven fournit des protons à 200 MeV au booster AGS, tandis que l'EBIS (Electron Beam Ion Source)  et le Tandem Van de Graaff fournissent des ions au booster AGS. L'AGS Booster accélère ensuite ces particules pour les injecter dans l'AGS. Finalement, l'AGS sert d'injecteur au RHIC (Relativistic Heavy Ion Collider, en français : Collisionneur d'Ions Lourds Relativistes).
L'AGS Booster fournit également des faisceaux de particules au laboratoire de rayonnement spatial de la NASA.

## Importance de la focalisation à gradient alterné
Afin de poursuivre les avancées en physique nucléaire des hautes énergies à l’aide de particules accélérées artificiellement, la réduction du coût par GeV était essentielle. Le CERN a découvert un nouveau principe qui a permis cette réduction au moment de la conception d’une machine européenne.  
Une diminution des amplitudes des oscillations libres et forcées des particules accélératrices permettait de réduire la taille de la chambre à vide et la section transversale de l’anneau magnétique, entraînant ainsi une réduction des coûts. Une augmentation de la fréquence des oscillations par un renforcement de la force de rappel permettait de limiter l’amplitude des oscillations libres. Cependant, dans le cas d’un champ magnétique avec un gradient uniforme, une augmentation excessive de ce gradient pouvait compromettre la stabilité horizontale du faisceau.  
La solution, développée par Nicholas Christofilos, Ernest Courant, M. Stanley Livingston et Hartland Snyder, repose sur l’alternance du gradient du champ magnétique. Plutôt que de maintenir un gradient constant, la structure de l’aimant est divisée en secteurs où le gradient est alternativement positif et négatif, augmentant ainsi la fréquence des oscillations du bêtatron. 

## Prix Nobel
Les travaux réalisés à l'accélérateur AGS ont permis l'obtention de trois prix Nobel de physique :
- 1976 : Samuel CC Ting découvre la partie J du J /ψ et le quark charme[2],[3].
- 1980 : James Cronin et Val Fitch découvrent la violation de CP en expérimentant avec les Kaons[4],[3].
- 1988 : Leon Lederman, Melvin Schwartz et Jack Steinberger découvrent le neutrino muonique[5],[3].